# Liste der Naturwaldreservate in Hessen
Die Liste der Naturwaldreservate in Hessen enthält 31 (Stand 2020) Naturwaldreservate in Hessen mit einer Totalreservatsfläche von 1228 ha, außerdem gibt es noch 700 ha angelagerte Vergleichsflächen.
Die Liste enthält die amtlichen Bezeichnungen für Namen, Kennung, Naturraum, Größe und das Jahr der Ausweisung. Die geographischen Lage ist gemittelt und die Angabe des Landkreises / Stadt bezieht sich auf diese Angabe. Die Gebiete können sich jedoch auch über mehrere Landkreise erstrecken.
Die Naturwaldreservate in Hessen werden vom Landesbetrieb HessenForst betreut, der auch eine Schriftenreihe zu diesen Schutzgebieten herausgibt.

## Liste
| Name des Gebietes                  | Bild           | Kennung | Naturraum                                            | Landkreis / Stadt             | Beschreibung / Bemerkungen | Standort | Fläche in Hektar | Jahr der Verordnung |
| ---------------------------------- | -------------- | ------- | ---------------------------------------------------- | ----------------------------- | --- | -------- | ---------------- | ------------------- |
| Alsberger Hang                     | weitere Bilder | 06-029  | Odenwald, Spessart und Südrhön                       | Main-Kinzig-Kreis             | OSM-Link zur Kartendarstellung: "Alsberger Hang" | Position | 117,9            | 1997                |
| Bodenthal                          |                | 06-019  | Mittelrheingebiet mit Siebengebirge                  | Rheingau-Taunus-Kreis         | | Position | 10,6             | 1988                |
| Bruchköbel                         |                | 06-021  | Oberrheinisches Tiefland und Rhein-Main-Tiefland     | Main-Kinzig-Kreis             | | Position | 7,7              | 1988                |
| Eichberg                           |                | 06-024  | Osthessisches Bergland, Vogelsberg und Rhön          | Landkreis Hersfeld-Rotenburg  | Kiefern mit Anteil Europäischer Lärche, südlich von Bad Hersfeld. · Fläche Totalreservat: 26 ha + Vergleichsfläche: 22 ha OSM-Link zur Kartendarstellung: „Eichberg“ | Position | 25,8             | 1995                |
| Goldbachs- und Ziebachsrück        |                | 06-002  | Osthessisches Bergland, Vogelsberg und Rhön          | Landkreis Hersfeld-Rotenburg  | im Seulingswald | Position | 31,3             | 1988                |
| Hasenblick                         |                | 06-009  | Bergisches Land, Sauerland                           | Landkreis Waldeck-Frankenberg | | Position | 46,0             | 1988                |
| Hegbach                            |                | 06-011  | Oberrheinisches Tiefland und Rhein-Main-Tiefland     | Landkreis Offenbach           | | Position | 28,1             | 1988                |
| Hohehardt und Geiershöh/Rothebuche |                | 06-023  | Westhessisches Berg- und Beckenland                  | Landkreis Marburg-Biedenkopf  | | Position | 140,2            | 1988                |
| Hohestein                          |                | 06-008  | Osthessisches Bergland, Vogelsberg und Rhön          | Werra-Meißner-Kreis           | | Position | 26,7             | 1989                |
| Hundsrück                          |                | 06-026  | Westhessisches Berg- und Beckenland                  | Landkreis Marburg-Biedenkopf  | | Position | 20,7             | 1993                |
| Jossa-Aue bei Mernes               | weitere Bilder | 06-030  | Odenwald, Spessart und Südrhön                       | Main-Kinzig-Kreis             | OSM-Link zur Kartendarstellung: "Jossa-Aue bei Mernes" | Position | 9,5              | 1997                |
| Karlswörth                         |                | 06-020  | Oberrheinisches Tiefland und Rhein-Main-Tiefland     | Kreis Groß-Gerau              | | Position | 48,7             | 1988                |
| Kinzigaue                          |                | 06-025  | Oberrheinisches Tiefland und Rhein-Main-Tiefland     | Main-Kinzig-Kreis             | | Position | 18,1             | 1993                |
| Kniebrecht                         | weitere Bilder | 06-014  | Odenwald, Spessart und Südrhön                       | Landkreis Darmstadt-Dieburg   | | Position | 30,1             | 1989                |
| Kreuzberg                          |                | 06-013  | Westerwald                                           | Landkreis Limburg-Weilburg    | | Position | 48,3             | 1989                |
| Langenstüttig                      |                | 06-031  | Osthessisches Bergland, Vogelsberg und Rhön          | Landkreis Fulda               | | Position | 30,3             | 1997                |
| Locheiche                          | weitere Bilder | 06-022  | Westhessisches Berg- und Beckenland                  | Landkreis Waldeck-Frankenberg | Teil des 2004 gegründeten Nationalpark Kellerwald-Edersee und des UNESCO-Welterbes Alte Buchenwälder und Buchenurwälder der Karpaten und anderer Regionen Europas | Position | 34,8             | 1988                |
| Meißner                            |                | 06-005  | Osthessisches Bergland, Vogelsberg und Rhön          | Werra-Meißner-Kreis           | Laubwald aus Rotbuche, Esche und Ahorn, teilweise auf Blockhalden, am Hohen Meißner. Das Naturwaldreservat (NWR) Meißner liegt innerhalb des Naturschutzgebietes (NSG) Meißner. · Fläche Totalreservat: 43 ha + Vergleichsfläche: 43 ha OSM-Link zur Kartendarstellung: „Meißner“                       | Position | 42,8             | 1988                |
| Niddahänge östlich Rudingshain     | weitere Bilder | 06-006  | Osthessisches Bergland, Vogelsberg und Rhön          | Vogelsbergkreis               | | Position | 42,0             | 1988                |
| Niestehänge                        |                | 06-001  | Osthessisches Bergland, Vogelsberg und Rhön          | Werra-Meißner-Kreis           | Buchenwald am Hang südlich des Verlaufs der Nieste im Gläsnertal. · Fläche Totalreservat: 69 ha + Vergleichsfläche: 60 ha OSM-Link zur Kartendarstellung: „Niestehänge“ | Position | 68,7             | 1988                |
| Ruine Reichenbach                  |                | 06-007  | Osthessisches Bergland, Vogelsberg und Rhön          | Werra-Meißner-Kreis           | Buchenwald um die Burgruine Reichenbach, nordwestlich von Reichenbach. Das Naturwaldreservat (NWR) Ruine Reichenbach liegt innerhalb des Naturschutzgebietes (NSG) Reichenbacher Kalkberge. · Fläche Totalreservat: 31 ha + Vergleichsfläche: 29 ha OSM-Link zur Kartendarstellung: „Ruine Reichenbach“ | Position | 30,8             | 1988                |
| Schloßberg                         |                | 06-015  | Osthessisches Bergland, Vogelsberg und Rhön          | Landkreis Hersfeld-Rotenburg  | | Position | 13,2             | 1988                |
| Schönbuche                         | weitere Bilder | 06-003  | Osthessisches Bergland, Vogelsberg und Rhön          | Landkreis Fulda               | | Position | 27,9             | 1988                |
| Stirnberg                          |                | 06-028  | Osthessisches Bergland, Vogelsberg und Rhön          | Landkreis Fulda               | | Position | 71,1             | 1997                |
| Waldgebiet östlich Oppershofen     |                | 06-010  | Oberrheinisches Tiefland und Rhein-Main-Tiefland     | Wetteraukreis                 | | Position | 21,3             | 1988                |
| Wattenberg und Hundsberg           |                | 06-004  | Westhessisches Berg- und Beckenland                  | Landkreis Kassel              | Buchenwald am Gipfel des Wattenberg, bei Martinhagen. · Fläche Totalreservat: 42 ha + Vergleichsfläche: 34 ha OSM-Link zur Kartendarstellung: „Wattenberg und Hundsberg“ | Position | 42,1             | 1988                |
| Weiherskopf                        |                | 06-012  | Osthessisches Bergland, Vogelsberg und Rhön          | Main-Kinzig-Kreis             | | Position | 52,0             | 1989                |
| Weserhänge                         |                | 06-027  | Unteres Weserbergland und Oberes Weser-Leinebergland | Landkreis Kassel              | Buchenwald mit wenig Altbäumen und Totholz, um den Gipfel des Staufenberg und an dessen Osthang bis hinunter zur Weser, im Reinhardswald. · Fläche Totalreservat: 80 ha + Vergleichsfläche: 94 ha OSM-Link zur Kartendarstellung: „Weserhänge“                                                          | Position | 77,9             | 1997                |
| Wispertal                          |                | 06-018  | Taunus                                               | Rheingau-Taunus-Kreis         | | Position | 21,1             | 1994                |
| Zackenbruch                        |                | 06-017  | Westerwald                                           | Lahn-Dill-Kreis               | | Position | 18,5             | 1996                |
| Zellhäuser Düne                    |                | 06-016  | Oberrheinisches Tiefland und Rhein-Main-Tiefland     | Landkreis Darmstadt-Dieburg   | | Position | 21,7             | 1988                |